# Marija Nikolajewna Sokolowa
Marija Nikolajewna Sokolowa (russisch Мария Николаевна Соколова; * 9. Novemberjul. / 21. November 1899greg. in Moskau; † 19. Februar 1981) war eine russisch-sowjetische Ikonenmalerin, Restauratorin und heimliche Nonne Julianija der Russisch-Orthodoxen Kirche.

## Leben
Sokolowas Vater Nikolai Alexandrowitsch Sokolow war Priester und Kunstliebhaber. Nach dem Tod des Vaters 1912 wurde der Erzpriester Alexei Alexejewitsch Metschow ihr geistlicher Vater. Nach dem Gymnasium (Abschluss 1917) trat sie in ein privates Kunstatelier ein. Nach der Oktoberrevolution unterrichtete sie Zeichnen an einer Schule und arbeitete als Grafikerin in verschiedenen Verlagen.
In den 1920er Jahren studierte Sokolowa Ikonenmalerei bei dem Künstler und Restaurator Wassili Ossipowitsch Kirikow, kopierte alte Ikonen und Fresken und erlernte die Technik der Ikonenmalerei und die Geheimnisse der Komposition.
Als nach dem Deutsch-Sowjetischen Krieg 1946 das Dreifaltigkeitskloster von Sergijew Possad wieder eröffnet wurde, widmete sich Sokolowa dort der Ikonenmalerei und Restauration sowie dem Unterricht junger Leute. Sie malte die Serapion-Kammer an der Südseite der Dreifaltigkeitskathedrale aus. Unter der Leitung von F. N. Mischukow malte sie in den 1950er Jahren Ikonen für die neue Ikonostase der Nikon-Seitenkapelle an der Dreifaltigkeitskirche. Sie malte ein Bild des Heiligen Sergius von Radonesch und viele weitere Ikonen. 1952–1954 erstellte sie eine Kopie der Ikonostase der Dreifaltigkeitskathedrale für die Kirche des Heiligen Sergius von Radonesch in Ferghana.
1958 gründete Sokolowa an der Moskauer Geistlichen Akademie  eine Ikonenmalgruppe und leitete sie bis 1971. 1970 wurde sie mit heimlicher Ablegung ihres Gelübdes die Nonne Julianija. 1976 gründete sie mit dem Segen des Patriarchen Pimen I. im Dreifaltigkeitskloster ein Restaurierungs- und Ikonenmalatelier. Zusammen mit Wiktor Wassiljewitsch Filatow führte sie in den 1970er Jahren im Dreifaltigkeitskloster in der Dreifaltigkeitskathedrale Restaurierungsarbeiten an der Ikonostase Andrei Rubljows durch. Mit ihr bearbeitete Filatow auch andere Objekte und übernahm nach ihrem Tod die Betreuung ihrer Schülerinnen.
Sokolowa wurde auf dem Friedhof der Siedlung Semchos (Mikrorajon der Stadt Sergijew Possad) begraben.

## Ehrungen
- Orden des Heiligen Apostelgleichen Großfürst Wladimir der Russisch-Orthodoxen Kirche III. Klasse (1970), II. Klasse (1975)
- Orden des Heiligen Sergius von Radonesch der Russisch-Orthodoxen Kirche (1980)